# Bukaleta
Bukaleta, je tradicionalni istarski vrč ili pehar izrađen od pečene gline, a u Istri se upotrebljava za serviranje vina, uglavnom u posebnim prilikama. U njoj se priprema i poslužuje istarska supa. Riječ bukaleta izvedena je od grčke riječi bokalion i talijanske boccale.
Oblik bukalete se kroz prošlost nije puno mijenjao. Osnovni elementi, poput ručke za držanje i kljuna za lijevanje tekućine su oduvijek postojali, dok se samo tijelo vrča vremenom mijenjalo. Donji dio započinje širenjem u trbušast oblik, nakon kojeg slijedi suženje i nastavlja se u lepezasto prošireni otvor. Tehnologija izrade je u prošlosti zahtijevala izradu na lončarskom kolu. Lončarstvo je kao zanat danas gotovo izumrlo, pa se današnje bukalete dobivaju tvorničkom izradom. Dekoracija bukalete je vrlo složena. U prošlosti su se njome koristile uglednije obitelji, s boljim životnim standardom, pa su ih i majstori nastojali oslikavati s točno određenom namjenom. Tako najstariji primjerci iz Zadra i Kopra nose na sebi heraldičke znakove i sakralne motive, s bogato ukrašenim geometrijskim i biljnim dekoracijama.
Porast standarda u pojedinim krajevima proširio je uporabu bukalete, pa su se one počele prodavati po sajmovima, a sama komercijalizacija je sa sobom donijela i to da su dekoracije postajale sve bogatije. Naručivale su se kod majstora i za posebne prigode, kao što su rođenja djece, vjenčanja, te proslave svake vrste. Jedan od posljednjih majstora koji je Istru snabdijevao bukaletama izrađenim na lončarskom kolu je Karolj Kiš, rodom iz Vojvodine, koji se šezdesetih godina 20. stoljeća s obitelji nastanio u Rukavcu kraj Opatije, te tamo otvorio radionicu. Umro je 1990. godine. Danas se ručno rađene bukalete mogu pronaći u radionici obitelji Vivoda, rodom.iz Istre, koji bukalete na lončarskom kolu izrađuju u malom selu Jurdani, tek nekoliko kilometara od Rukavca. 

## Vanjske poveznice
- http://www.istrapedia.hr/hrv/1652/bukaleta/istra-a-z/ pristupljeno 30. rujna 2012.